# Sjef Vos
Sjef Vos es un deportista neerlandés que compitió en taekwondo. Ganó una medalla de oro en el Campeonato Mundial de Taekwondo de 1979 en la categoría de +84 kg.

## Palmarés internacional
| Campeonato Mundial | Campeonato Mundial | Campeonato Mundial | Campeonato Mundial |
| Año                | Lugar              | Medalla            | Categoría          |
| ------------------ | ------------------ | ------------------ | ------------------ |
| 1979               | Stuttgart (RFA)    | Medalla de oro     | +84 kg             |